# دانا فوكس
دانا فوكس (بالإنجليزية: Dana Fuchs)‏ هي ملحنة وممثلة أمريكية، ولدت في 10 يناير 1976 بنيوجيرسي في الولايات المتحدة.

## أعمال

### أفلام
- (2007) عبر الكون

## وصلات خارجية
- دانا فوكس على موقع IMDb (الإنجليزية)
- دانا فوكس على موقع ألو سيني (الفرنسية)
- دانا فوكس على موقع ميوزك برينز (الإنجليزية)
- دانا فوكس على موقع أول موفي (الإنجليزية)
- دانا فوكس على موقع قاعدة بيانات الأفلام السويدية (السويدية)
- دانا فوكس على موقع أول ميوزيك (الإنجليزية)
- دانا فوكس على موقع ديسكوغز (الإنجليزية)
- دانا فوكس على موقع قاعدة بيانات الفيلم (الإنجليزية)
- دانا فوكس على موقع كينوبويسك (الروسية)